# José de Jesús Monteagudo
José de Jesús Monteagudo Consuegra (Santa Clara, 27 de diciembre de 1861-Santo Domingo, 14 de diciembre de 1914) fue un militar (general de división) cubano. Participó en la Guerra del 95.

## Biografía

### Guerra Necesaria
Ingresó en el Ejército Libertador el 26 de diciembre de 1895 cuando se alzó en el Potrero Pajarito, en Placetas al frente de unos 50 hombres. Realizó algunas acciones, como la de Los Róbalos, El Bosque, y Sabana de Camajuaní.
El 15 de diciembre de 1895 se unió a la Columna Invasora en Mal Tiempo, junto con el entonces coronel Juan Bruno Zayas. Se incorporó al Regimiento de Caballería Villa Clara (1.ª Brigada, 2.ª División, 4.º Cuerpo) bajo las órdenes del coronel Zayas, quien lo designó jefe del Cuarto Escuadrón, el 18 de diciembre de 1895. Participó en los Combates de Iguará, Fomento, Los Indios, Alturas de Manacal, Loma del Quirro.
Llegó con la invasión hasta Pinar del Río. Allí fue gravemente herido en el combate de Tirado (19 de enero de 1896). Ya restablecido regresó a Las Villas, donde aniquiló a la guerrilla de Placetas. En julio de 1896 asumió el mando de la Brigada Villa Clara (1.ª Brigada, 2.ª División, 4.º Cuerpo). Organizó el Regimiento de Infantería Libertad y el Regimiento de Caballería Zayas. El 3 de noviembre de 1896 rechazó el ataque de una columna enemiga en Boca del Toro. Asaltó Placetas el 7 de diciembre de 1896 y el 11 de enero de 1897.
El 10 de septiembre de 1897 asumió interinamente el mando de la 2.ª División, 4.º Cuerpo, que operaba en las regiones de Cienfuegos, Villa Clara y Sagua la Grande. En ese año (1897) libró los combates de Loma de Guachinango, Asiento Suazo, Bagá, Las Nueces, Barrabás, Santa Clarita, Garí, La Solapa y en el ingenio San Antonio, entre otros. En enero de 1898 atacó a los poblados de La Esperanza, Ojo de Agua y Placetas, esta última por tercera ocasión. El 29 de marzo de 1898 recibió una herida de bala en el pecho en un combate en Cacahual, Las Villas. Su acción más valiente la libró el 20 de junio de 1898 en Suazo, por la que fue ascendido a general de división y nombrado oficialmente jefe de división.

### Ascensos
- Capitán: 26 de octubre de 1895.
- Comandante: 18 de diciembre de 1895.
- Teniente coronel: 12 de febrero de 1896.
- Coronel: 22 de diciembre de 1896.
- General de brigada: 6 de agosto de 1897.
- General de división: 20 de junio de 1898.

### Final de la guerra
El 30 de septiembre de 1898 fue elegido delegado, por el 4 Cuerpo a la ARRC de Santa Cruz del Sur, donde resultó elegido vocal del Comité Ejecutivo el 10 de noviembre de 1898, al cual renunció 4 días después. El 31 de diciembre de 1898 entró en Santa Clara al frente de sus fuerzas después de que la ciudad fue evacuada por los españoles.
En la sesión del 9 de marzo de 1899 fue un firme opositor de la destitución del mayor general Máximo Gómez como general jefe del Ejército Libertador, convirtiéndose en uno de los cuatro representantes que votó en contra de tal acción.

### Ocupación y república mediatizada
Desde principio de 1899 comenzó a organizar la guardia rural en la provincia de Las Villas, del cual fue el primer jefe. En la unificación de ese cuerpo en mayo de 1901, quedó jefe del regimiento 2 en la jefatura de Santa Clara.
El 15 de septiembre de 1900 fue delegado por Las Villas, a la Asamblea Constituyente, donde no se opuso a la Enmienda Platt. El 31 de diciembre de 1901 resultó elegido senador por Las Villas. Presidió la Primera Comisión de Asuntos Militares del Senado de la República. Desde ese cargo gestionó importantes leyes para la organización de la Guardia Rural y el Ejército Nacional. Fue miembro del Comité Revolucionario que organizó el movimiento contra la reelección de Estrada Palma. En agosto de 1906 lideró el alzamiento en la provincia de Las Villas donde cayó prisionero el 19 de agosto de 1906. Conducido al Castillo del Príncipe, fue liberado el 22 de septiembre de 1906.
El 7 de mayo de 1907, la administración de la Segunda intervención estadounidense lo designó jefe de inspección de la Oficina Nacional del Censo.
El 20 de enero de 1909 fundó el Primer Tercio Táctico con soldados provenientes de los escuadrones de la Guardia Rural. El 11 de diciembre de 1911 fue nombrado jefe del Estado Mayor del Ejército Permanente cubano; integró a las unidades de la Guardia Rural con el Ejército, estructurando las bases de las fuerzas armadas del país. Reprimió de manera violenta y sangrienta la sublevación que estalló el 20 de mayo de 1912 (Independientes de Color). Murió mientras convalecía de una afección hepática en el balneario de Amaro en Santo Domingo (provincia de Las Villas) el 14 de diciembre de 1914.